# Ruta Estatal de Arizona 74
La Ruta Estatal de Arizona 74, abreviada SR 74 (en inglés: Arizona State Route 74) y conocida localmente como Carefree Highway, es una carretera estatal estadounidense ubicada en el estado de Arizona. La carretera inicia en el Oeste desde la US 60     en Morristown hacia el Este en la North Valley Parkway. La carretera tiene una longitud de 49,9 km (31.02 mi).

## Mantenimiento
Al igual que las autopistas interestatales, y las rutas federales y el resto de carreteras estatales, la Ruta Estatal de Arizona 74 es administrada y mantenida por el Departamento de Transporte de Arizona (ADOT, por sus siglas en inglés).